# Bubaque
Bubaque és una vila i un sector de Guinea Bissau, situat a la regió de Bolama. Té una superfície 1.013 kilòmetres quadrats. En 2008 comptava amb una població de 11.479 habitants, d'ells 9.244 al nucli urbà. Comprèn les illes de Bubaque (amb 48 km²), Orangozinho, Meneque, Orango, Soga, Rubane, Roxa i João Viera, totes al sud de l'arxipèlag dels Bijagós.
L'illa és coneguda per la seva vida silvestre i és molt boscosa. Està unida per ferri a Bissau i té una pista d'aterratge coneguda com a aeroport de Bubaque. També és on es troba la seu del parc natural de la Unesco, així com un museu.